# Solitude (Flensborg)
Solitude (dansk) eller Solitüde (tysk) er navnet på en strand i det nordlige Tyskland og et statistisk distrikt beliggende ved Flensborg Fjord nordøst for Flensborg-Mørvig på vej til Lyksborg.
Navnet Solitude stammer fra fransk og betyder ensomhed. Solitude var i 1800- og 1900-tallet et meget populært villa- og gårdnavn. Den danske oberstløjtnant Schack von Brockdorf modtog i 1844 kongelig tilladelse til at kalde herregården Mejervig for Solitude. Dermed fik stranden sit nuværende navn. Efter en anden forklaring stammer navnet fra en fransk emigrant ved navn Torquette, der udvidede ejendommen ved stranden. I 1900-tallet hørte Solitude-området til den selvstændige kommune Tved. Nu er området en del af bydelen Mørvig i Flensborg Kommune.
Der er restaurant og en livredderstation. En strandvej fører fra Farensodde (også Farnæsodde) via Solitude til Mejervig.